# Милован Рајевац
Милован Рајевац (Чајетина, 2. јануар 1954) је бивши српски фудбалер, а сада фудбалски тренер.

## Играчка каријера
Рајевац је био одбрамбени фудбалер. Играчку каријеру је почео у чачанском Борцу, а затим је по једну сезону играо за Црвену звезду и Војводину. Годину дана је провео у Америци (Њујорк Ероуз), потом две поново у Борцу, једну у шведском Лундсу, и напослетку се од активног играња опростио у Слободи из Ужица.

## Тренерска каријера
Као тренер је почео да ради у чачанском Борцу, потом је водио клуб Србија из Малмеа, ужичку Слободу, Прогрес из Франкфурта, Железник, а помоћни тренер је био у кинеском Пекингу и Црвеној звезди, када је шеф стручног штаба био Љупко Петровић. После оставке Петровића, Рајевац је 2004. године, као привремено решење, на две утакмице самостално водио Звезду и имао стопостотан учинак, забележивши две победе. Био је помоћник у катарском Ал Саду, а потом тренер Војводине и Борца из Чачка. 
Рајевац је 2008. постављен за селектора репрезентације Гане. Са Ганом је на Светском првенству 2010. у Јужној Африци, остварио историјски успех - пласман у четвртфинале, иако је против Уругваја тада најбоља афричка селекција била и на прагу полуфинала. У првом мечу на Мондијалу у Јужној Африци, Гана, на чијој је клупи био Рајевац, победила је Србију са 1:0. Претходно је, почетком исте године, Гана са Рајевцем на клупи била финалиста Афричког купа нација. У финалу је поражена од Египта са 1:0. После великог подвига у Јужној Африци, Рајевац је напустио Гану 8. септембра и отишао у Ал Ахли (Саудијска Арабија), а 2011. године је кратко био селектор Катара, пошто је смењен после пораза на пријатељском мечу са Индијом (1:2) и идентичним резултатом од Вијетнама у гостима, у квалификацијама за Светско првенство 2014. године у Бразилу.
У септембру 2021. је по други пут у каријери постављен на функцију селектора репрезентације Гане. Након неуспеха на Афричком купу нација 2022, где је Гана завршила као последња у групи са Мароком, Габоном и Коморима, Рајевац је смењен са места селектора.

## Награде
- Најбољи српски тренер у 2010. години у избору ФСС.[9]